# Хочу верить
«Хочу верить» — советский фильм 1965 года режиссёра Николая Мащенко по мотивам одноимённой повести Игоря Голосовского.

## Сюжет
Через 20 лет после окончания войны при подготовке очерка о подпольщиках Днепровска молодой журналист Алексей Трофименко исследующий архивные документы обнаруживает, что погибшая в 1942 году и считающаяся предательницей и немецким агентом Людмила Зайковская не была предателем, а наоборот — успешно узнавала о тайных операциях гестапо. Алексей старается узнать правду, ищет участников тех событий и собирает показания свидетелей, чтобы восстановить славное имя отважной женщины.

## В ролях
| Актёр                  | Роль                                                      |
| ---------------------- | --------------------------------------------------------- |
| Алексей Сафонов        | Алексей Трофименко                                        |
| Екатерина Крупенникова | Людмила Зайковская / Маша Зайковская                      |
| Юрий Лавров            | редактор газеты Василий Павлович                          |
| Никола Попович         | врач Никола Олексич                                       |
| Анатолий Иванов        | подпольщик Арвид Круминьш                                 |
| Михаил Мансуров        | Михайлов                                                  |
| Анна Николаева         | Сергеева вдова Петра Сергеева                             |
| Мария Самойлова        | работавшая в войну санитаркой тётя Дуся, Евдокия Петровна |
| Алла Ледовая           | философ с рассуждениями на тему «Свет луны»               |
| Людмила Глазова        | соседка Людмилы, воспитавшая Машу Зоя Ивановна            |
| Уно Лойт               | немецкий офицер Кернер                                    |
| Виктор Чекмарёв        | заведующий архивом                                        |
| Игорь Ледогоров        | редактор газеты Днепровска Сергей Михайлович              |
| Пётр Вескляров         | Кузьма Егорович Левченко                                  |

### В эпизодах
| Актёр                | Роль                                       |
| -------------------- | ------------------------------------------ |
| Геннадий Юхтин       | гость Гали Наливайко Кирилл                |
| Борис Андреев        |                                            |
| Владимир Давыдов     |                                            |
| Светлана Данильченко | Светлана дочь Николы Олексича              |
| Николай Крюков       | бывший подпольщик Семчук Семён Григорьевич |
| Людмила Сосюра       | Таня сестра Алексея                        |
| Владимир Савельев    |                                            |
| Неонила Гнеповская   | соседка Олексичей мама Толика              |
| Владимир Волков      | Пётр Сергеев                               |
| Николай Рушковский   | сотрудник газеты                           |
| Олег Комаров         | телефонист Вася                            |
| Сергей Дворецкий     | гость Гали Наливайко                       |
| Раиса Недашковская   | Галя Наливайко                             |
| Павел Иванов         | гость Гали Наливайко                       |

### Нет в титрах
| Актёр                  | Роль                                    |
| ---------------------- | --------------------------------------- |
| Николай Засеев-Руденко | сотрудник газеты                        |
| Лев Перфилов           | сотрудник газеты                        |
| Валентин Черняк        | сотрудник газеты                        |
| Маргарита Кошелева     | работник архива Рита                    |
| Дмитрий Капка          | сосед тети Дуси                         |
| Мария Капнист          | соседка                                 |
| Борислав Брондуков     | гость Гали Наливайко                    |
| Ада Волошина           | гостья Гали Наливайко                   |
| Виталий Дорошенко      | гость Гали Наливайко                    |
| Герман Качин           | гость Гали Наливайко                    |
| Антонина Лефтий        | гостья Гали Наливайко                   |
| Леонид Осыка           | гость Гали Наливайко                    |
| Леонид Тарабаринов     | врач, ученик Николы Олексича            |
| Николай Гринько        | руководитель подполья Георгий Лагутенко |

## Критика
Режиссёр отнюдь не стремится к тому, чтобы снять обыкновенную приключенческую ленту. Но глубокомысленная философичность диалогов, не соответствующая достаточно простым образам героев, не нашла отклика в зрителях. Эпизоды картины объединяет фигура журналиста Трофименко (А. Сафонов), стремящегося восстановить истину. Однако персонаж этот не вышел за рамки чисто служебных функций, и картина в целом оказалась эклектичной, манерной.— История советского кино: 1952—1967 / Гл. ред. Х. Абул-Касымова. — М.: Искусство, 1978. — стр. 162